# The Thing (phim 1982)
Sinh vật biến hình, hay The Thing (còn được biết tên với tên gọi John Carpenter's The Thing) là một phim kinh dị khoa học viễn tưởng được đạo diễn bởi John Carpenter, kịch bản được viết bởi Bill Lancaster, với diễn viên chính là Kurt Russell. Cái tên The Thing đề cập đến nhân vật phản diện xuất hiện trong phim: một sinh vật ngoài hành tinh sống ký sinh với khả năng đồng hóa những sinh vật khác và mô phỏng chúng. Sinh vật này đã xâm nhập vào một trạm nghiên cứu ở Nam Cực, mô phỏng được diện mạo của các nhà nghiên cứu mà nó hấp thụ, và gây mâu thuẫn nội bộ trong bọn họ.
Kịch bản phim được dựa trên cuốn tiểu thuyết Who Goes There? của John W. Campbell, Jr., và đã từng được chuyển thể khái quát hơn bởi Howard Hawks và Christian Nyby thành bộ phim The Thing from Another World vào năm 1951. Đạo diễn Carpenter đã xem The Thing như là phần đầu tiên trong Bộ ba tác phẩm về tận thế (Apocalypse Trilogy) của ông, hai phần tiếp theo lần lượt là Prince of Darkness và In the Mouth of Madness. Mặc dù nội dung phim không liên quan đến ngày tận thế, nhưng trong đó có đề cập đến một kịch bản sẽ dẫn đến khả năng này, đó là nếu sinh vật ngoài hành tinh "The Thing" tiến tới được nền văn minh, sẽ chỉ còn là vấn đề thời gian trước khi nó hấp thụ toàn nhân loại.
Vào ngày 25 tháng 6 năm 1982, The Thing đã ra mắt tại 8 trên 840 rạp và duy trì trong top 10 phim có vé bán chạy trong vòng 3 tuần. Đã có nhiều nhân tố được quy là nguyên nhân dẫn đến hiệu suất thấp hơn mong đợi này, một trong số đó bao gồm việc bộ phim E.T. the Extra-Terrestrial của Steven Spielberg cũng được phát hành bởi Universal Studios trong cùng khoảng thời gian và nội dung thể hiện một cái nhìn lạc quan hơn về chuyến viếng thăm người ngoài hành tinh, và một bộ phim khoa học viễn tưởng được ưa chuộng khác: Blade Runner của Ridley Scott, đã ra mắt trong cùng ngày. Tuy nhiên, The Thing cũng đã thu hút được một số lượng người xem đặc biệt. Sau này một cuốn tiểu thuyết phỏng theo phim đã ra đời vào năm 1982. Một seri truyện tranh nhỏ, tựa đề The Thing From Another World, cũng đã được xuất bản vào năm 1991 bởi Dark Horse Comics. Một phần tiếp theo của trò chơi video, cũng mang tên gọi The Thing, đã phát hành vào năm 2002. Và phần tiếp theo của The Thing, một bộ phim cùng tên, đã được phát hành vào năm 2011.

## Nội dung
Cảnh phim bắt đầu tại Nam Cực, với một chiếc máy bay trực thăng của Na Uy đang truy đuổi một con chó Alaskan Malamute đến một trạm nghiên cứu của Mỹ. Khi chiếc trực thăng hạ cánh xuống đất, một người Na Uy bước xuống và vô tình đã làm rơi một vật liệu nổ nhiệt nhôm (thermite charge), khiến cho chiếc trực thăng của họ bị phá hủy. Người Na Uy sống sót còn lại tiếp tục truy đuổi con chó, anh ta liên tục nổ súng, cho đến khi bị giết bởi Garry, trưởng trạm nghiên cứu của Mỹ. Để tìm hiểu nguyên nhân sự việc, phía Mỹ đã cử phi công lái trực thăng, MacReady, và bác sĩ Copper đến trạm nghiên cứu của Na Uy, nhưng những gì họ tìm được chỉ là một sự đổ nát hoang tàn. Bên ngoài trại, họ đã phát hiện ra một tử thi bị thiêu chưa hoàn toàn có hình dáng giống con người, với hai khuôn mặt. Sau đó hai người liền đem tử thi này quay trở về, kèm theo đó là một số cảnh quay video. Nhà nghiên cứu sinh vật học Blair, sau khi mổ khám nghiệm tử thi, đã tìm thấy những cơ quan nội tạng người bình thường bên trong.
Lúc này, con chó Malamute đã ở trong trạm nghiên cứu. Sau khi bị Clark nhốt vào chuồng, nó đã biến hình và tấn công những con chó "đồng loại" khác cùng ở bên trong. MacReady sau khi cảm nhận thấy những tiếng ồn và sự rung chuyển liền kích hoạt hệ thống báo động, và Childs đã dùng súng phun lửa thiêu cháy sinh vật kỳ dị được tạo ra từ con chó. Blair, sau lần thứ hai giải phẫu một tử thi khác, đã tin về sự tồn tại của một sinh vật có khả năng mô phỏng hoàn hảo những dạng sống khác trong vũ trụ. Những tư liệu của Na Uy đã dẫn các nhà nghiên cứu Mỹ đến chỗ một đĩa bay bị chôn vùi dưới băng, và nhà địa chất của trạm, Norris, đã đưa ra giả thuyết rằng nó đã tồn tại ở đây hơn 100.000 năm. Blair, lúc này trở nên ngày càng ngờ vực những người khác, đã lui về phòng một mình, và tính toán ra rằng nếu như sinh vật này thoát ra được khỏi Nam Cực và đến được một khu vực dân cư, thì mọi sinh vật sống trên Trái Đất sẽ bị đồng hóa trong vòng vài năm. Fuchs nói với MacReady rằng anh ta đang lo sợ về Blair, và theo như cuốn nhật ký của Blair, sinh vật này chưa chết hoàn toàn mà vẫn còn hoạt động ở cấp độ tế bào trong tử thi của nó. Sau đó, những biện pháp an toàn đã được ban hành trong toàn trạm nghiên cứu để làm giảm nguy cơ bị đồng hóa.
Bennings là người tiếp theo bị sinh vật ngoài hành tinh đồng hóa, nhưng Windows đã đuổi kịp nó ở bên ngoài trước khi quá trình mô phỏng hoàn tất, và MacReady đã đốt cháy sinh vật này trước khi nó có thể chạy thoát. Tiếp theo bọn họ phát hiện ra Blair đã phá hỏng mọi phương tiện di chuyển và ông ta cũng đã giết chết tất cả các con chó còn lại. Những thành viên khác bao vây tấn công Blair khi ông ta đang phá hủy máy vô tuyến (radio) và sau đó nhốt ông ta vào một kho chứa cô lập. Copper đề xuất một cuộc thử nghiệm máu để xác định xem ai đã bị đồng hóa tuy nhiên họ phát hiện ra những mẫu máu đã bị phá hoại; điều này dẫn đến những sự ngờ vực, mâu thuẫn, cùng với chứng hoang tưởng xuất hiện.
MacReady trở thành người chịu trách nhiệm đứng đầu và anh đề nghị Fuchs tiếp tục công việc của Blair, nhưng Fuchs đã biến mất. Không lâu sau, MacReady, Windows, và Nauls tìm thấy thi thể bị thiêu cháy của Fuchs ở bên ngoài. Windows quay trở lại để cảnh báo những người khác còn MacReady và Nauls ở lại điều tra thêm. Nauls cắt đuôi MacReady trên đường quay trở về, anh ta cho rằng MacReady đã bị đồng hóa vì đã tìm thấy một phần chiếc áo còn lại có tên MacReady trên đó. Khi các thành viên còn lại đang tranh luận về số phận của MacReady, anh ta liền xông vào và đe dọa sẽ phá hủy trạm nghiên cứu với một bó thuốc nổ nếu bị bọn họ tấn công. Norris đã biểu lộ dấu hiệu của một cơn đau tim sau khi anh ta và Nauls tấn không không thành MacReady từ phía sau.
Norris, khi đang được Copper cố gắng cứu chữa, đã biến hình và tiêu diệt Copper. MacReady thiêu cháy sinh vật và yêu cầu Windows trói tất cả những người khác lại để tiến hành một cuộc thử nghiệm mới. Clark tấn công MacReady, và đã bị MacReady bắn chết. MacReady trình bày lý luận của mình rằng mỗi bộ phận nhỏ của sinh vật ngoài hành tinh là một thực thể riêng biệt với bản năng sinh tồn của chính chúng. Và MacReady bắt đầu tiến hành thử mẫu máu của từng người một bằng một đầu dây kim loại nóng. Kết quả, tất cả đều là người trừ Palmer, khi máu của anh ta tự động di chuyển khi tiếp xúc với dây kim loại. Bị lộ, Palmer biến hình và tấn công Windows, buộc MacReady phải thiêu cháy cả hai.
Childs là người ở lại canh chừng, còn những người khác đi đến chỗ Blair để làm một cuộc thử nghiệm cho ông ta. Đến nơi họ phát hiện ra một đường hầm và không thấy Blair đâu. Bọn họ hình dung ra Blair đã bị đồng hóa và đang thu thập những vật liệu để dựng nên một tàu bay nhỏ nhằm chạy thoát. Sau khi thấy Childs mất tích và máy phát điện của trạm bị phá hủy, MacReady suy xét rằng sinh vật ngoài hành tinh giờ đây đang có ý định lẩn trốn và chờ đợi đến khi có một đội cứu hộ đến Nam Cực. MacReady, Garry, và Nauls quyết định phá hủy trạm, với hy vọng tiêu diệt được nó. Trong giai đoạn tiến hành kế hoạch, Garry đã bị giết còn Naul thì biến mất, với nhiều khả năng là đã bị đồng hóa. Khi MacReady đang vội vã thiết lập hệ thống, Blair; lúc này đã bị đồng hóa thành một con quái vật to lớn hiện lên từ phía dưới và phá hủy kíp nổ. MacReady liền kích hoạt bằng một que thuốc nổ, và toàn căn cứ nổ tung.
MacReady ngồi bên cạnh trạm nghiên cứu đang bốc cháy, và Childs xuất hiện. Childs khai nhận là anh ta bị mất tích trong cơn bão khi đang đuổi theo Blair. Kiệt sức và gần như không còn hy vọng sống sót, bọn họ thừa nhận ngờ vực lẫn nhau giờ là vô ích. Bản chất thực của hai người này, có ai trong số họ là người hay không, là điều không được biết đến.

## Diễn viên
- Kurt Russell vai MacReady
- Keith David vai Childs
- Wilford Brimley vai Blair
- Donald Moffat vai Garry
- T. K. Carter vai Nauls
- Richard Masur vai Clark
- David Clennon vai Palmer
- Charles Hallahan vai Norris
- Richard Dysart vai Copper
- Peter Maloney vai Bennings
- Joel Polis vai Fuchs
- Thomas G. Waites vai Windows
- Norbert Weisser vai phi công Na Uy
- Larry J. Franco vai người Na Uy còn lại trên chiếc trực thăng

## Sản xuất
Một số lượng kịch bản phác thảo ban đầu cho phim được viết bởi Tobe Hooper và Kim Henkel, hai nhà đồng sáng tạo nên bộ phim The Texas Chain Saw Massacre. Kịch bản cuối cùng được viết vào năm 1981 bởi Bill Lancaster, con trai của Burt Lancaster. Carpenter sau này kể lại rằng ông đã không gặp mặt hay cộng tác với bất kỳ một người viết kịch bản nào. Khu vực gần thị trấn nhỏ Stewart ở vùng Bắc British Columbia là một trong số các địa điểm thực hiện cảnh quay trong phim. Trạm nghiên cứu trong phim được dựng nên bởi các thành viên trong suốt mùa hè, và được quay trong điều kiện thời tiết gần kề mùa đông. Sự hiện diện duy nhất của một yếu tố có liên quan đến giới tính nữ trong phim là giọng nói của một máy tính cờ, lồng tiếng bởi nhân viên (và sau này là vợ) của Carpenter, Adrienne Barbeau.
Theo như tấm biển bên ngoài trạm, vị trí của nhóm nghiên cứu là tại Trạm số 4 Trụ sở Khoa học Quốc gia Hoa Kỳ. Tuy nhiên, trong những phác thảo đầu kịch bản, căn cứ có tên: "U.S. Outpost 31". Trong phim, khi thực hiện đoạn ghi âm sự kiện đã diễn ra, vai diễn của Kurt Russell, MacReady, đã kết thúc với câu: "R.J. Macready, helicopter pilot, U.S. Outpost #31".
Đoàn làm phim mất ba tháng để quay tại sáu địa điểm được thiết lập khung cảnh và khí hậu lạnh giả ở Los Angeles, với rất nhiều nhân viên và diễn viên làm việc trong điều kiện lạnh. Những tuần cuối cùng địa điểm quay là ở British Columbia, khu vực gần biên giới Alaska, nơi có tuyết rơi tự nhiên. Những cảnh quay tại khu trại của Na Uy được thực hiện sau cùng. Trại Na Uy đơn giản là phần còn lại của căn cứ Mỹ sau khi bị phá hủy bởi vụ nổ.
The Thing là phim thứ 8 có chiều dài đầy đủ của Carpenter và là phim đầu tiên của ông đặt dưới sự sản xuất của một xưởng điện ảnh lớn (Universal Studios).
The Thing là phim thứ tư được quay bởi Dean Cundey và là phim thứ ba có diễn viên chính là Kurt Russell trong các tác phẩm của Capenter. Hầu hết những hiệu ứng đặc biệt của sinh vật ngoài hành tinh được thiết kế và thực hiện bởi Rob Bottin và những thành viên trong nhóm của ông, ngoại trừ mô hình quái vật của con chó khi biến hình được tạo ra bởi Stan Winston. Winston đã trợ giúp nhóm của Bottin khi họ bị quá tải trong việc xử lý những mô hình quái vật khác trong phim.
Trong thước phim tài liệu Terror Takes Shape trên DVD, biên tập viên Todd C. Ramsay phát biểu rằng anh đã gợi ý về một cái kết "tốt đẹp" dành cho phim đến Carpenter. Carpenter đồng ý và đã thực hiện một cảnh quay trong đó MacReady được giải cứu và tiến hành một cuộc thử nghiệm máu, chứng minh được rằng anh ta vẫn hoàn toàn là người. Sau đó Ramsay nói rằng The Thing có hai cảnh quay thử nghiệm, nhưng Carpenter đã không sử dụng chúng, khi mà đạo diễn cho rằng sẽ là tốt hơn nếu để cho phim có một kết thúc "hư vô". Cái kết thay thế trong đó chứng minh tuyệt đối được rằng MacReady là người đã chưa từng được phát hành.
Theo như bản DVD phát hành năm 1998, con "Quái vật Blair" có vai trò lớn hơn nhiều trong trận chiến cuối cùng. Tuy nhiên, do những hạn chế về kỹ xảo, con quái vật chỉ xuất hiện vài giây trong phim.
Đã có 2 tên nhân vật được thay đổi từ bản nháp kịch bản thứ hai của Bill Lancaster. Nhân vật Windows ban đầu có tên là Sanchez, người được mô tả là "không thích ở đây" và "tệ hại trong công việc". Nhân vật thứ hai là người Na Uy cầm súng trên chiếc trực thăng, người ban đầu được nhận dạng là "Jans Bolan" từ chiếc thẻ bài quân nhân trong một cảnh quay bị cắt. Trong phim phiên bản 2011 người đàn ông này tên là Lars.